# Efeitos da poluição sonora na saúde
Os efeitos da poluição sonora na saúde têm sido amplamente discutidos, uma vez que podem acarretar danos à saúde em geral, especialmente a saúde auditiva. A poluição sonora é um dos vários tipos de poluições ambientais que existem em todo o mundo, e pode ser descrita como a propagação de ruído com um efeito nocivo, causando impacto na vida fisiológica e psicológica dos humanos ou animais. Algumas das fontes identificadas de poluição sonora são música alta de concertos, edifícios religiosos como igrejas e mesquitas, comícios políticos, tráfego, eventos esportivos, construção e atividades industriais. Em todas as fontes mencionadas, áreas com alto risco de poluição sonora são locais residenciais perto de estradas principais, aeroportos e indústrias manufatureiras.
Robert Koch, ganhador do Prêmio Nobel, previu em 1910 que ‘’Um dia o homem terá que lutar contra o ruído tão ferozmente quanto a peste e a cólera”. Na Europa, o ruído do tráfego é responsável por 18.000 mortes prematuras, 1,7 milhões de casos de hipertensão e 80.000 hospitalizações a cada ano. Em 2011, a Organização Mundial de Saúde e a União Europeia afirmaram conjuntamente que o ruído tornou-se o segundo maior perigo para a saúde pública após a poluição do ar. Na China, em 2020 foram relatados mais de 2 milhões de reclamações sobre ruído ambiental, envolvendo ruído doméstico, ruído de construção, ruído industrial e ruído de tráfego.
A exposição a ruído de forte intensidade afeta não só o bem-estar das pessoas, mas também causa danos à sua saúde física e mental, mesmo que elas não percebam ou não acreditem que possam ser afetadas, chegando ao ponto das pessoas parecerem se habituar ao ruído ou não mais se incomodarem. Por outro lado, um importante desafio tem sido enfrentado pelos grandes centros urbanos, o controle da poluição sonora, agravado principalmente pelo aumento do número de veículos e crescimento das cidades e indústrias próximas as áreas urbanas.
As evidências dos efeitos adversos da poluição sonora na saúde pública em geral são claramente descritas pelas literatura. O agravamento da situação da poluição sonora é que ela não foi elevada ao nível das outras formas de poluição. Além disso, as recomendações sugeridas por vários autores sobre as diferentes estratégias de combate à poluição sonora não foram consideradas e implementadas.
Inúmeros são os prejuízos que a poluição sonora pode provocar, dependendo de fatores como: a intensidade, a duração e apresentação do som; a suscetibilidade de cada pessoa; a combinação entre o ruído e agentes ototóxicos (medicamentos, produtos químicos ou outras substâncias), ruído e vibração, entre outros. Os efeitos do excesso de ruído podem ter aspecto fisiológico, como perda da audição, ou até mesmo psicológico, como alterações do sono e estresse. Por isso, para fins didáticos, esses efeitos são divididos em: efeitos auditivos e não-auditivos.

## Definição de ruído
O ruído é um tipo de som listado como um dos poluentes ambientais mais comuns com impactos adversos à saúde. Tecnicamente, caracteriza-se por qualquer som indesejado, desagradável, inesperado e mais alto do que os limites.
O ruído é um fenômeno físico, composto por diferentes frequências que não formam um padrão acústico. Assim, é considerado um sinal complexo, não periódico, sem uma frequência fundamental fixa, de comportamento imprevisível e, portanto, difícil de caracterizar com exatidão.
Seus níveis elevados estão causando efeitos na saúde que variam de pequenos a grandes, bem como na qualidade de vida. Por isso, foi reconhecido como uma das principais ameaças ambientais resultantes do robusto desenvolvimento industrial e dos sistemas de transporte ao longo dos anos. Os níveis de poluição sonora são apresentados medindo seu volume usando uma escala logarítmica de decibéls (dB).

### Poluição sonora
Poluição sonora é a emissão de ruídos desagradáveis que, ultrapassados os limites toleráveis para o conforto humano e níveis legais, principalmente de maneira contínua, pode causar prejuízo à saúde humana, interferindo no equilíbrio do organismo humano, ou ao bem estar da comunidade. Essa poluição também pode ser vista como o conjunto de todos os ruídos, em determinado ambiente, manifestados ao mesmo tempo, independente de suas fontes sonoras serem as mesmas ou não.
As características determinantes da exposição ao ruído são sua natureza (natural, artificial, endógeno ou exógeno), intensidade (em deciBel - dB) e o tempo de exposição, sendo estes dois últimos os mais importantes para a mensurar a exposição ao ruído. Além disso, o ruído é considerado a terceira maior causa de poluição do mundo, estando atrás somente da poluição do ar e da água.

## Efeitos da exposição à poluição sonora
O efeito adverso do ruído é definido como uma mudança na morfologia e fisiologia de um organismo que resulta em comprometimento da capacidade funcional. Esta definição inclui qualquer rebaixamento temporário ou de longo prazo do funcionamento físico, psicológico ou social de seres humanos ou órgãos.

### Auditivos
- Mudança temporária do limiar auditivo: é caracterizada como a piora dos limiares auditivos após algumas horas de exposição a elevados níveis de pressão sonora. Essa piora momentânea é revertida após algumas horas de repouso auditivo;[17]
- Perda Auditiva Induzida por Ruído: conhecida como PAIR ou PAINPSE (perda auditiva induzida por nível de pressão sonora elevado) é um dano predominantemente coclear e irreversível, que pode comprometer a inteligibilidade da fala e na comunicação, de modo geral. Além disso, o indivíduo portador desta perda apresenta muito desconforto para sons de forte intensidade, fenômeno esse conhecido como recrutamento;[18]
- Trauma acústico: ocorre a partir de uma exposição única e rápida a elevados níveis de pressão sonora, que causam danos auditivos permanentes (orelha interna), e/ou zumbido.[19]
- Zumbido: é uma sensação espontânea de toque ou som na ausência de fonte sonora que, pode ser uni ou bilateral e se localizar tanto nas orelhas quanto na cabeça.[20]

### Extra-auditivos
- Estresse e distúrbios do sono: A exposição constante ao ruído pode causar estresse crônico, pois o ruído constante pode interferir no descanso, no relaxamento e no sono adequado. O estresse relacionado ao ruído pode levar a distúrbios do sono, como insônia, dificuldade em adormecer, despertares frequentes e sono não reparador.[21]
- Problemas de saúde cardiovascular: A exposição crônica ao ruído pode aumentar o risco de problemas cardiovasculares, como hipertensão arterial, doenças cardíacas e acidentes vasculares cerebrais. O ruído constante pode levar ao aumento do estresse, aumento da pressão arterial, distúrbios do ritmo cardíaco e alterações metabólicas prejudiciais.[22]
- Dificuldades de comunicação: O ruído excessivo pode dificultar a comunicação verbal, exigindo que as pessoas aumentem o volume da voz ou repitam constantemente as informações. Isso pode afetar negativamente a interação social, o desempenho no trabalho e a qualidade das relações interpessoais.
- Problemas de concentração e desempenho cognitivo: A exposição constante ao ruído pode afetar a capacidade de concentração, memória e desempenho cognitivo. Pessoas expostas a ruídos excessivos podem ter dificuldade em se concentrar em tarefas complexas, resolver problemas e processar informações de maneira eficiente.[23]

O barulho é interpretado pelo organismo como prenúncio de perigo, o que causa liberação das reservas de energia para uma possível defesa contra esse perigo. O esgotamento desse estoque de energia traz diversos problemas, como o cansaço, irritabilidade, ansiedade, insônia, falha de memória, falta de concentração e até doenças respiratórias, digestivas e mentais.
Além disso, o ruído também está relacionado à elevação da pressão arterial, aumento do estresse, diminuição da produtividade dos trabalhadores e redução do desempenho dos estudantes. O aumento do estresse causado pela exposição ao ruído por tempo prolongado pode resultar em problemas cardiovasculares como o infarto do miocárdio e o agravamento de doenças crônicas, como a angina.

## Exposição ocupacional a ruído
A exposição ocupacional ao ruído se refere à situação em que os trabalhadores estão expostos a níveis elevados de ruído durante suas atividades profissionais. Essa exposição prolongada ao ruído pode ter efeitos prejudiciais para a saúde auditiva dos trabalhadores.
A exposição contínua a níveis elevados de ruído no local de trabalho pode levar a danos na audição, como perda auditiva induzida por ruído (PAIR) e zumbido nos ouvidos. Esses efeitos podem ser temporários ou permanentes, dependendo da intensidade e duração da exposição.
Muitos países estabelecem limites de exposição ocupacional ao ruído, que determinam o nível máximo de ruído ao qual os trabalhadores podem ser expostos sem risco significativo para a saúde auditiva. Esses limites são geralmente expressos em decibéis ponderados em relação ao tempo (dBA) e são baseados em recomendações internacionais.
É necessário avaliar os níveis de ruído no local de trabalho e determinar se os trabalhadores estão expostos a níveis acima dos limites estabelecidos. Isso pode envolver medições de ruído em diferentes áreas de trabalho, utilizando aparelhos como o Audiodosímetro, e a identificação de medidas de controle apropriadas.
O Programa de Conservação Auditiva (PCA) é um conjunto de ações que preservam a integridade auditiva do trabalhador exposto a níveis nocivos de ruído. Essa iniciativa tem caráter contínuo, incluindo medidas de proteção coletiva, individual e exames de monitoramento. Para reduzir a exposição ocupacional ao ruído, os empregadores devem implementar medidas de controle adequadas. Isso pode incluir o uso de equipamentos de proteção auricular, como protetores auriculares, a modificação de processos de trabalho para reduzir a geração de ruído, a implementação de barreiras acústicas e a manutenção adequada de máquinas e equipamentos. Os empregadores devem fornecer treinamento adequado aos funcionários sobre os riscos associados à exposição ocupacional ao ruído e as medidas de proteção que devem ser adotadas. Isso inclui informações sobre o uso correto de equipamentos de proteção auricular e a importância da conscientização sobre a saúde auditiva.[carece de fontes?]
Em muitos casos, é recomendado que os trabalhadores expostos a níveis elevados de ruído realizem exames auditivos regulares. Esses exames ajudam a monitorar a saúde auditiva dos trabalhadores e detectar precocemente quaisquer alterações auditivas.[carece de fontes?]

## Prevenção a poluição Sonora

###### Protetor Auricular
Uma das alternativas para prevenir a perda auditiva induzida por ruído enquanto o indivíduo está sendo exposto ao ruído é o protetor auricular. Eles reduzem (mas não eliminam) o nível de ruído que entra no ouvido e protegem contra efeitos da exposição ao ruído, como zumbido e hiperacusia. Os protetores auriculares devem ser certificados e possuírem um bom ajuste para bloquear efetivamente o ruído. Quanto à higiene, cuidados adequados podem reduzir as chances de infecções na orelha externa, já que esses dispositivos foram projetados para ser usado sobre o pavilhão auricular ou introduzidos no meato acústico externo.[carece de fontes?]
Existe uma variedade de tipos de protetores auriculares, alguns possuem uma tecnologia diferenciada, reduzindo o som que atinge o tímpano por meio de uma combinação de componentes eletrônicos e estruturais, sendo geralmente personalizados. Os microfones, circuitos e receptores eletrônicos realizam uma redução de ruído ativa, também conhecida como cancelamento de ruído, na qual é apresentado um sinal que está fora de fase a 180 graus do ruído, o que em teoria cancela o mesmo.

###### Ruído Branco
Outra medida que pode ajudar o indivíduo a evitar alguns dos problemas de saúde causados pela poluição sonora é o abafamento do ruído por outro ruído, só que constante, como o barulho de chuva ou o estático da televisão (chamado de ruído branco). Um ruído de fundo, mesmo em volume baixo, pode ajudar a mascarar os barulhos vindos da rua ou de uma casa vizinha.

###### Limites de Exposição
Tente limitar o tempo que você passa em ambientes barulhentos. Se você trabalha em um ambiente barulhento, tente fazer pausas regulares para descansar seus ouvidos e permitir a recuperação da audição, encontre um local tranquilo para relaxar e permita que seus ouvidos se recuperem. Mantenha, também, uma certa distância do ruído. Quanto mais próximo você estiver, maior será o impacto no seu sistema auditivo. Se possível, procure locais mais silenciosos ou áreas afastadas do ruído.
Evite exposição simultânea a ruídos: Evite estar exposto a múltiplas fontes de ruído ao mesmo tempo. Por exemplo, se você estiver em um ambiente barulhento, evite usar fones de ouvido com música alta ao mesmo tempo.

###### Direito a Informação
Esteja ciente dos níveis de ruído considerados seguros. Em muitos países, há regulamentações que estabelecem limites de exposição ocupacional a ruídos. Informe-se sobre esses padrões e exija seu cumprimento, se aplicável.[carece de fontes?]

Lembrando que, em casos de exposição frequente e prolongada a ruídos altos, é importante buscar aconselhamento médico especializado para avaliação e acompanhamento da saúde auditiva.[carece de fontes?]

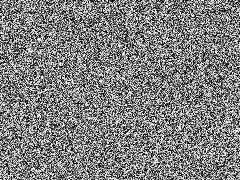
O "ruído branco" da televisão (que pode ser encontrado também no YouTube) pode ajudar a abafar ruídos. Mas a forma mais correta de prevenção é a conscientização da população sobre o problema.

## Regulamentação
As regulamentações sobre poluição sonora podem variar de país para país, mas em muitas jurisdições existem leis e regulamentos específicos para controlar e mitigar a poluição sonora. Aqui estão alguns exemplos de medidas regulatórias comuns:
- Limites de ruído ambiental: Muitas cidades e países têm regulamentos que estabelecem limites máximos de ruído permitidos em áreas residenciais, comerciais e industriais. Esses limites são geralmente expressos em decibéls (dB) e podem variar dependendo do período do dia e do tipo de área (por exemplo, zona residencial, zona industrial).[37]
- Normas para equipamentos e instalações: Há regulamentações que impõem limites de ruído para equipamentos e instalações específicas, como veículos, máquinas industriais, sistemas de aquecimento, ventilação e ar-condicionado (HVAC), geradores e sistemas de som em locais públicos. Essas normas visam controlar o ruído emitido por essas fontes e limitar os impactos na comunidade.[38]
- Horários restritos de atividades ruidosas: Algumas regulamentações estabelecem horários específicos em que atividades ruidosas são restritas ou proibidas, principalmente durante a noite e nas primeiras horas da manhã. Isso ajuda a proteger o descanso e o sono das pessoas durante os períodos em que se espera um ambiente mais tranquilo.[39]
- Controle de ruído em eventos e locais públicos: Em muitos lugares, existem regulamentações específicas para controlar o ruído em eventos, como shows ao vivo, festivais, eventos esportivos e locais públicos, como bares, restaurantes e espaços de entretenimento. Essas medidas geralmente envolvem a imposição de limites de ruído, restrições de horários e a necessidade de obter licenças para realizar eventos.
- Padrões de isolamento acústico: Em alguns casos, os regulamentos podem exigir que as construções atendam a padrões específicos de isolamento acústico para reduzir a transmissão de ruído entre edifícios ou de áreas ruidosas para áreas sensíveis, como residências, escolas e hospitais.[40]

É importante verificar as regulamentações específicas do seu país, estado ou cidade para obter informações detalhadas sobre as leis e regulamentos locais relacionados à poluição sonora. As autoridades locais, como agências ambientais ou departamentos de controle de ruído, geralmente são responsáveis pela aplicação dessas regulamentações.[carece de fontes?]
As regulamentações sobre ruído ambiental geralmente especificam um nível máximo de ruído externo de 60 a 65 dB, enquanto as organizações de segurança ocupacional recomendam que a exposição máxima a ruído seja de 85 dB para uma jornada de trabalho de 8 horas.[carece de fontes?]
- Para cada 5 dB adicional, é reduzida pela metade o tempo máximo de exposição permitido, ou seja, em uma exposição de 90 dB é reduzido pela metade o tempo de exposição, ou seja, 4 horas.

Com a intenção de reduzir e evitar a PAIR, foram criados muitos programas e iniciativas, como o programa Buy Quiet, que incentiva os empregadores a comprarem ferramentas e equipamentos mais silenciosos, e o Safe-In-Sound Award, que reconhece organizações que desenvolvem estratégias de prevenção de perdas bem-sucedidas.[carece de fontes?]

## Legislação
No Brasil, a legislação sobre ruído e poluição sonora é regulada em níveis federal, estadual e municipal. Aqui estão algumas das principais leis e regulamentos relacionados ao ruído no país:
- Lei Federal nº 9.605/1998 - Lei de Crimes Ambientais: Essa lei estabelece as sanções penais e administrativas aplicáveis a atividades que causem poluição sonora que exceda os níveis permitidos pela legislação. Ela também trata de outras formas de poluição ambiental.[41]
- Norma Regulamentadora NR-15: A NR-15, emitida pelo Ministério do Trabalho e Emprego, estabelece os limites de tolerância para exposição ao ruído contínuo ou intermitente no ambiente de trabalho. Ela define os níveis de ruído máximo permitidos e as medidas de controle a serem adotadas para proteger a saúde auditiva dos trabalhadores.[42]
- Norma Regulamentadora NR-17: A NR-17 trata da ergonomia no ambiente de trabalho, incluindo aspectos relacionados ao conforto acústico. Ela estabelece diretrizes para o planejamento e a organização do trabalho, a fim de proporcionar condições adequadas de ruído para os trabalhadores.[42]
- Norma ABNT NBR 10.151: Essa norma da Associação Brasileira de Normas Técnicas (ABNT) estabelece os procedimentos para avaliação de ruído em áreas habitadas, visando o conforto da comunidade. Ela define os critérios e as medições para avaliação do ruído em ambientes externos e internos.[43]
- Norma ABNT NBR 10.152: Essa norma também da ABNT aborda a avaliação do ruído em áreas habitadas, porém foca na aceitabilidade do ruído em comunidades. Ela estabelece critérios para a avaliação e o controle do ruído ambiental em diferentes áreas urbanas, como áreas residenciais, comerciais, hospitalares e escolares.[43]

Além dessas leis e normas federais, é importante verificar as leis e regulamentos específicos dos estados e municípios, pois muitas vezes eles possuem legislações próprias sobre ruído e poluição sonora. As autoridades ambientais e os órgãos responsáveis pela fiscalização são responsáveis pela aplicação e pelo cumprimento dessas leis.[carece de fontes?]

## Diretrizes da Organização Mundial da Saúde (OMS)
As diretrizes da Organização Mundial da Saúde (OMS) para os níveis de ruído ambiental visam proteger a saúde humana e prevenir os efeitos prejudiciais do ruído. Essas diretrizes são baseadas em pesquisas científicas e fornecem recomendações para limites de ruído em diferentes contextos. Aqui estão algumas das principais diretrizes da OMS:
- Ruído Ambiental Comunitário: A OMS recomenda que os níveis de ruído externo em áreas residenciais durante a noite (período de descanso) não excedam 30 decibéls (dB) em média. Essa recomendação visa garantir um ambiente saudável e tranquilo para o sono e o descanso.[carece de fontes?]
- Ruído do Tráfego: A OMS estabelece que, para minimizar os efeitos do ruído do tráfego nas áreas residenciais, os níveis de ruído externo não devem ultrapassar 53 dB durante o dia e 45 dB durante a noite.
- Ruído em Hospitais: Em relação aos ambientes hospitalares, a OMS recomenda que os níveis de ruído não excedam 35 dB durante o dia e 30 dB durante a noite. Essa recomendação visa proporcionar um ambiente tranquilo para o descanso e a recuperação dos pacientes.[carece de fontes?]

Os limites de ruído podem variar entre diferentes países e regiões, dependendo das regulamentações locais. Além disso, a OMS também destaca a importância de abordar o ruído em uma abordagem mais ampla de gestão ambiental, considerando não apenas os níveis de ruído, mas também a duração, a frequência e a natureza dos eventos sonoros.[carece de fontes?]